# Collins Mbesuma
Collins Mbesuma (Luanshya, Zambia, 3 de febrero de 1984) es un futbolista zambiano, se desempeña como delantero. Actualmente juega en el University of Pretoria de Sudáfrica. Es el hijo del también futbolista Francis Kajiya.

## Clubes
| Club                   | País       | Año         | Partidos | Goles |
| Roan United            | Zambia     | 2004        | 25       | 11    |
| Kaizer Chiefs          | Sudáfrica  | 2004 - 2005 | 33       | 27    |
| Portsmouth FC          | Inglaterra | 2005 - 2006 | 4        | 0     |
| CS Marítimo            | Portugal   | 2006 - 2007 | 23       | 7     |
| Bursaspor              | Turquía    | 2007 - 2008 | 6        | 0     |
| Mamelodi Sundowns      | Sudáfrica  | 2008 - 2009 | 16       | 4     |
| Moroka Swallows        | Sudáfrica  | 2009 - 2010 | 14       | 2     |
| Golden Arrows          | Sudáfrica  | 2010 - 2012 | 43       | 18    |
| Orlando Pirates        | Sudáfrica  | 2012 - 2014 | 13       | 4     |
| Mpumalanga Black Aces  | Sudáfrica  | 2014 - 2016 | 58       | 20    |
| Highlands Park         | Sudáfrica  | 2016 - 2018 | 15       | 4     |
| Maccabi FC             | Sudáfrica  | 2018 - 2019 | 28       | 10    |
| University of Pretoria | Sudáfrica  | 2019 -      | 30       | 11    |